# Anolis apletophallus
Espèce
Synonymes
- Norops apletophallus (Köhler & Sunyer, 2008)

Anolis apletophallus est une espèce de sauriens de la famille des Dactyloidae.

## Répartition
Cette espèce est endémique de la province de Panama au Panama.

## Publication originale
- Köhler & Sunyer, 2008 : Two new species of Anoles formerly referred to as Anolis limifrons (Squamata: Polychrotidae). Herpetologica, vol. 64, no 1, p. 92-108.